# 香道翠風流
香道翠風流（こうどうすいふうりゅう）は、香道（こうどう）流派の一つ。

## 特徴と歴史
香道翠風流は、福岡県の旧柳川藩に伝わる香道を大正年間に江頭環（えがしらたまき、1897年（明治30年） - 1973年（昭和48年））が再興した流派。江頭環は『明治維新の後だから』と大胆な改革を加え、組香を数式どおり正確に表し、さらに客への炉の数を明記する独自の表記方法を完成させて創流した。環は環翠（かんすい）を雅号とした[1]。
古来の組香を修めると同時に、新しい組香の創作を強調する[2][3]。

歴代家元
流祖　江頭環翠（～1973年（昭和48年））。
二世　江頭翠山（～2016年（平成28年））。
三世　江頭翠洋（2017年（平成29年)～ ）。[4]
2009年（平成21年）3月、一般財団法人香道翠風流が設立された。